# Charlie Feathers
Charlie Feathers, född 12 juni 1932 i Holly Springs, Mississippi, död 29 augusti 1998 i Memphis, Tennessee, var en amerikansk musiker. Feathers känns främst igen för sin blandning av rockabilly och countrymusik. Under 1950-talet gav han ut ett antal singlar för Sun Records och King Records. Han fick aldrig något brett genombrott vid denna tid, men hans inspelningar har senare setts som mycket inflytelserika rockabillylåtar och intresset för hans musik växte under 1970-talet. Detta ledde till att ett antal samlingsalbum och livealbum släpptes. En av Feathers låtar, "I Forgot to Remember to Forget" spelades in som singel av Elvis Presley. Bland Feathers egna inspelningar tillhör "Can't Hardly Stand It", "One Hand Loose" och "Defrost Your Heart" hans kändaste. Alla tre släpptes 1956.
Han är invald i Rockabilly Hall of Fame. Quentin Tarantino har använt hans musik i sina filmer.